# Mother's Little Helper
Mother's Little Helper är en låt av gruppen The Rolling Stones 1966. Låten skrevs av Mick Jagger och Keith Richards. Den handlar om ett mörkare perspektiv av användning av lugnande medel bland hemmafruar.
Det riff som är en av byggstenarna i låten, och låter ungefär som en sitar, är spelat på en starkt komprimerad 12-strängad elgitarr med "slide".
Låten spelades in 3-8 december 1965. Den släpptes först på albumet Aftermath i Storbritannien den 15 april 1966 och sedan i USA den 20 juni 1966. Låten släpptes i USA först som singel den 2 juli 1966. I Storbritannien gavs den inte ut som singel, men däremot i flera andra länder i Europa.

## Listplaceringar
| Lista (1966) | Position              |
| ------------ | --------------------- |
| Finland      | 24                    |
| Kanada       | 14 (RPM)              |
| Nya Zeeland  | 6 (NZ Listner)        |
| Sverige      | 13 (Kvällstoppen)     |
| Sverige      | 5 (Tio i topp)        |
| USA          | 8 (Billboard Hot 100) |
| Vallonien    | 5                     |
| Västtyskland | 9                     |

## Fotnot
1. ↑  http://en.wikipedia.org/wiki/Slide_guitar
2. ↑  ”Listplacering”. http://suomenlistalevyt.blogspot.com/2015/08/roc-rox.html. Läst 28 februari 2022.
3. ↑  ”Listplacering”. https://www.bac-lac.gc.ca/eng/discover/films-videos-sound-recordings/rpm/Pages/image.aspx?Image=nlc008388.5789&URLjpg=http%3a%2f%2fwww.collectionscanada.gc.ca%2fobj%2f028020%2ff4%2fnlc008388.5789.gif&Ecopy=nlc008388.5789. Läst 28 februari 2022.
4. ↑  ”Listplacering”. Arkiverad från originalet den 26 mars 2018. https://web.archive.org/web/20180326202558/http://www.flavourofnz.co.nz/index.php?qpageID=search%20listener&qartistid=27#n_view_location. Läst 28 februari 2022.
5. ↑  Hallberg, Eric (1993). Kvällstoppen i P3 (1:a uppl.). ISBN 91-630-2140-4
6. ↑  Hallberg, Eric (1998). Tio i topp - med de utslagna på försök 1961-74 (1:a uppl.). ISBN 91-972712-5-X
7. ↑  ”Billboard, Listplacering”. https://www.billboard.com/artist/the-rolling-stones/chart-history/hsi/. Läst 28 februari 2022.
8. ↑  ”Listplacering”. https://www.ultratop.be/fr///song/5601/The-Rolling-Stones-Mothers-Little-Helper. Läst 28 februari 2022.
9. ↑  ”Charts Surfer – Söktjänst”. http://www.charts-surfer.de/. Läst 28 februari 2022.